# 580.
◄ | 5. stoljeće | 6. stoljeće | 7. stoljeće | ►
◄ | 550-ih | 560-ih | 570-ih | 580-ih | 590-ih | 600-ih | 610-ih | ►
◄◄ | ◄ | 577. | 578. | 579. | 580. | 581. | 582. | 583. | ► | ►►
Astronomija • Književnost • Kršćanstvo • Pravo • Promet

## Smrti
- Bakur III. od Iberije, iz dinastije Hosroida, posljednji kralj Iberije

## Vanjske poveznice
|  | Zajednički poslužitelj ima još gradiva o temi 580. |